# Christian Simon (Fußballspieler)
Christian Simon (* 30. Mai 1970 in Freiburg im Breisgau; † 25. November 2021) war ein deutscher Fußballspieler.

## Laufbahn
In seiner Jugend spielte Simon beim SV St. Märgen, dem FC Furtwangen und gelangte 1990 schließlich über den FC Neustadt  zum SC Freiburg.
Zunächst spielte er dort im Amateurteam in der Landesliga. Er sollte jedoch als Landesliga-Torschützenkönig der Saison 90/91 schnell auf sich aufmerksam machen und unter Trainer Volker Finke ins Profiteam des Sportclubs gelangen. Er absolvierte seine erste Profisaison 91/92 in der 2. Bundesliga. In der Saison 92/93 trug er zum Aufstieg des SC drei Tore bei. Doch er schaffte den Durchbruch nie ganz: Er spielte nur ein einziges Jahr in der Bundesliga und musste nach lediglich einem erzielten Tor in elf Spielen (gegen SG Wattenscheid 09) den Sportclub zum Ende der Saison verlassen, da sein Vertrag nicht verlängert wurde. Der Klassenerhalt mit dem SC und der 15. Platz in der 1. Liga in jener Saison sollte Simons größter sportlicher Erfolg bleiben.
Danach spielte er ein Jahr in die zweite Liga beim 1. FC Saarbrücken, in dem ihm vier Tore gelangen. Nach nur einer Saison im Saarland ging er zum Ligakonkurrenten SpVgg Unterhaching. 1997 verließ er die Hachinger und 2000 wechselte er zum SC Pfullendorf in die Regionalliga Süd. Auch dort blieb er nur ein Jahr und heuerte anschließend beim Ligakonkurrenten SV Darmstadt 98 an.
2003 wechselte er zum FC Nöttingen in die Oberliga Baden-Württemberg. Mit der Mannschaft schaffte er einmal den Aufstieg in die Regionalliga, worauf jedoch der Wiederabstieg folgte. Zuletzt spielte Simon für die zweite Mannschaft des Vereins und spielte ab 2010 noch beim 1. FC 08 Birkenfeld, ehe er seine Laufbahn beendete.
Insgesamt spielte Simon elf Mal in der Bundesliga und erzielte dabei ein Tor. Zudem hat er 77 Zweitligapartien mit 14 Torerfolgen und 106 Regionalligaspiele mit zwölf Treffern bestritten.